# Bertel Backman
Bertel Fredrik Aulis Backman, senare Miesmäki, född 10 juni 1905 i Tammerfors, död där 7 februari 1981, var en finländsk hastighetsåkare på skridskor. Han deltog i OS i Sankt Moritz 1928. Han tävlade på 500 m, 1 500 m och 5 000 m.